# Legamento sospensore della tiroide
Il legamento sospensore della tiroide, o legamento di Berry, è un legamento sospensore teso tra la ghiandola tiroide e la trachea.
Lo strato posteriore della capsula tiroidea è spesso. Su entrambi i lati forma un legamento sospensore per la ghiandola tiroide noto come legamento sospensore di Berry. I legamenti sono attaccati principalmente alla cartilagine cricoide e possono estendersi alla cartilagine tiroidea.
La tiroide si muove con la deglutizione perché è attaccata alla cartilagine della laringe dal legamento sospensore di Berry.
Il legamento di Berry impedisce inoltre alla tiroide di affondare nel mediastino.